# 岡野保次郎 (実業家)
岡野 保次郎（おかの やすじろう、1891年〈明治24年〉2月1日 - 1976年〈昭和51年〉12月7日）は、日本の実業家、経営者。茨城県出身。

## 経歴
土浦中学校では高杉晋一と同期。東京帝国大学法科大学英法科を1917年（大正6年）に卒業し、三菱合資会社に入社。三菱重工業神戸造船所、航空機部などを経て、1942年（昭和17年）三菱重工業名古屋航空機製作所長となる。1945年（昭和20年）常務に就任。当時の名古屋航空機製作所では零式艦上戦闘機・雷電・四式重爆撃機・百式司令部偵察機等の既存機の改良や、烈風をはじめとする新型機の設計・試作がおこなわれていた。しかし、空襲により、休止状態となる。
1946年（昭和21年）、三菱日本重工業社長に就任。敗戦後、連合国軍最高司令官総司令部(GHQ)は占領下での航空機の生産・研究を禁じるが、岡野は「航空は必ず再開する」と主張し、設計技術者が社外に散り散りになることを避けるため、造船、橋梁、自動車、産業機械などの分野に分散して温存することに努めた。この結果、1952年のサンフランシスコ講和条約の発効に伴い、日本が主権を回復して航空機研究の禁止が解除された際、人材を再結集させることが容易であったとされる。
1950年（昭和25年）1月、財閥解体で三菱重工が3分割された際にはその代表清算人となったが、1957年（昭和32年）辞任。1964年（昭和39年）6月の再合同で相談役に就いた。別途、経済団体連合会の防衛生産委員長、航空機工業審議会会長、日本国有鉄道監査委員長、原子力研究所監事、日本ロケット開発協議会の会長なども歴任。